# Pell de llimona

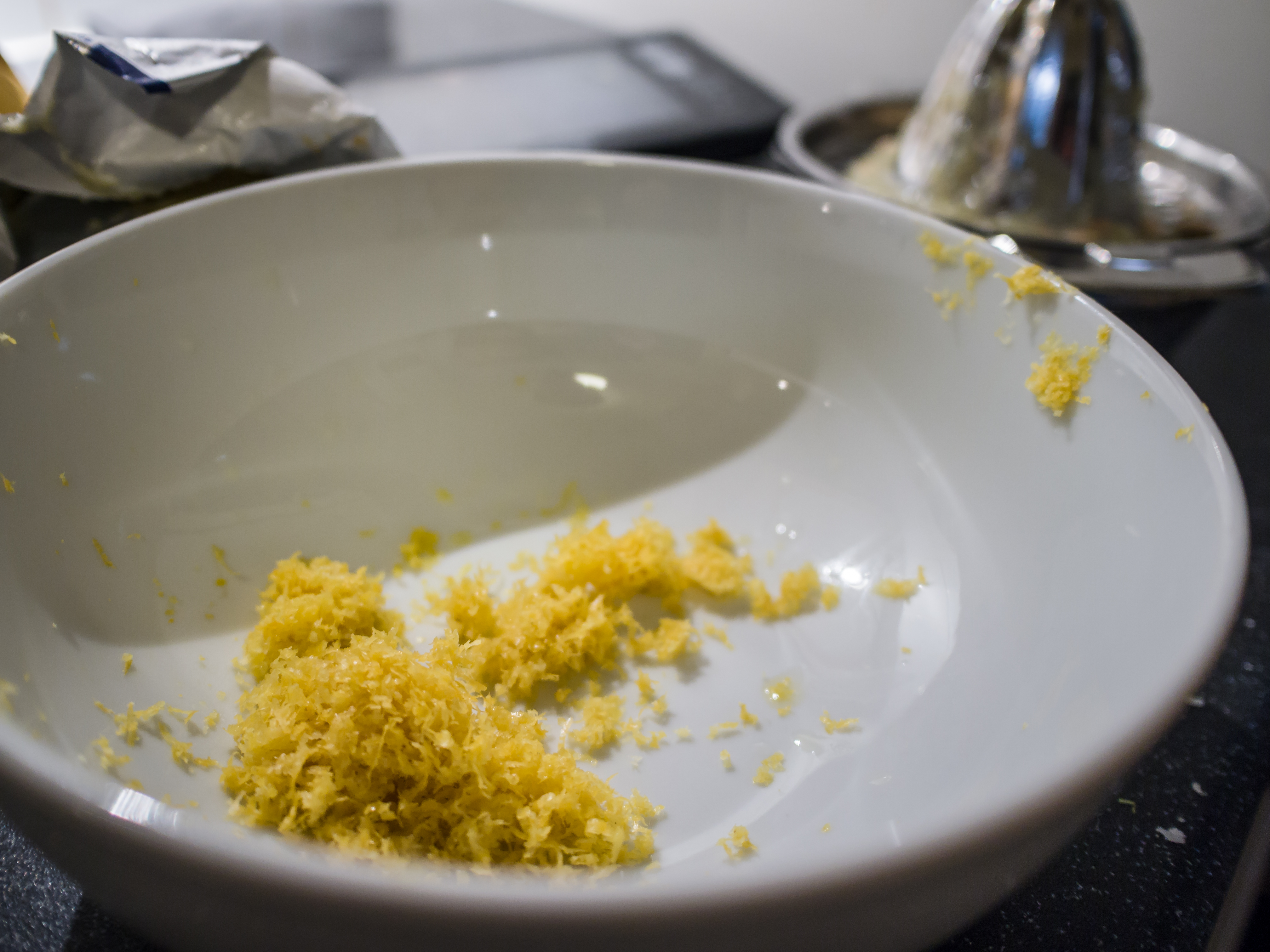
Pell de llimona per cuinar

La pell de llimona, pela de llimona, escorça de llimona o corfa de llima és la part més exterior, de color groc, de la llimona i --ja sigui trossejada, ratllada, macerada, confitada, etc.-- s'usa com a condiment per a aromatitzar un gran nombre de preparacions gastronòmiques tradicionals als Països Catalans. És també força habitual a altres cuines de la mediterrània. El gust de la pell de llimona, que no és àcid, és diferent i més intens al del suc de llimona o, en general, de la polpa. També s'usa, a més de la pell de llimona, la pell ratllada d'altres cítrics, en especial la pell de taronja, i en la cervesa de blat la pell de taronja agra.

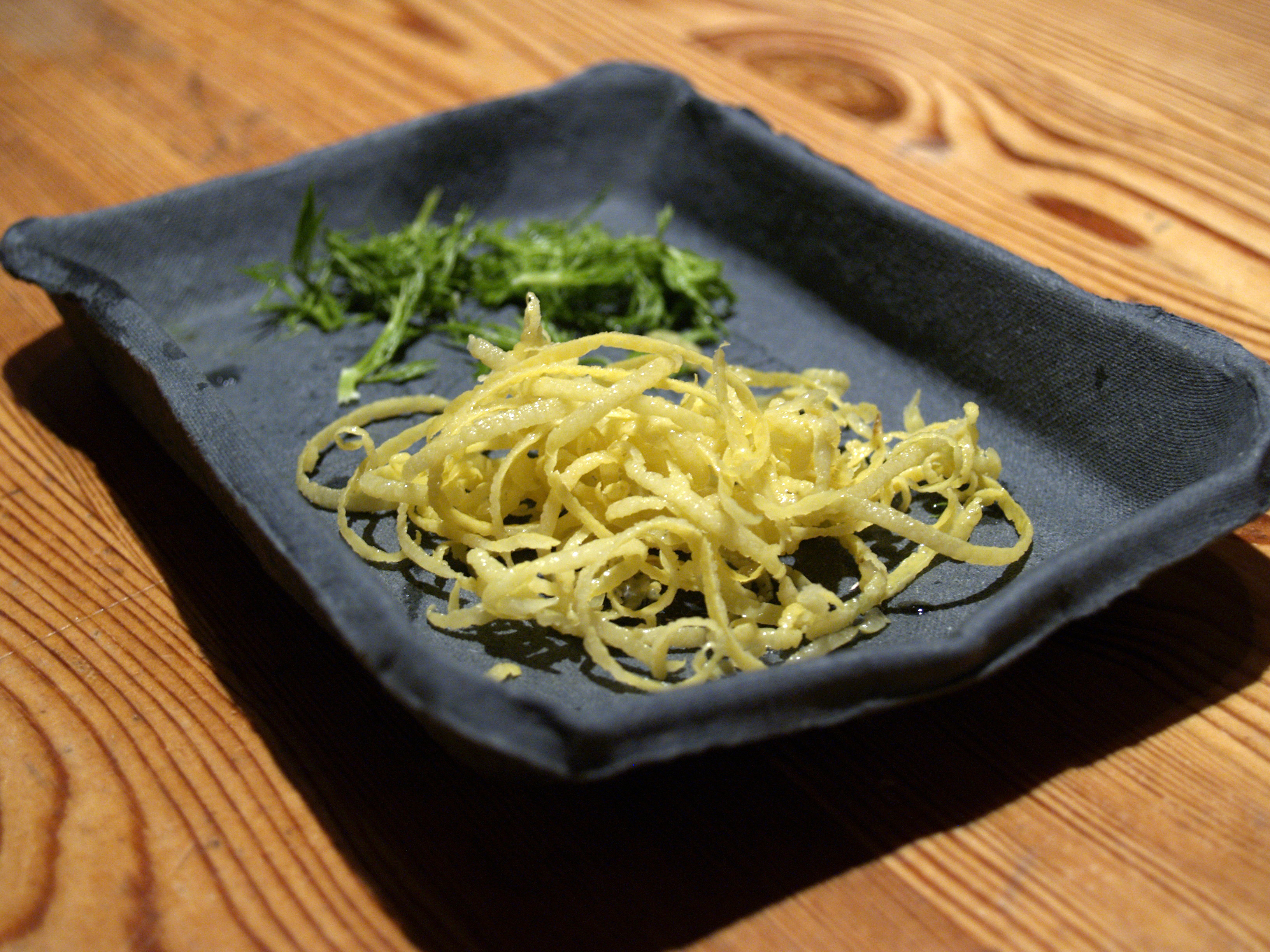
Pell de llimona ratllada

## Origen
La seva utilització és d'origen molt antic i ja apareix al primer llibre de cuina catalana, el Llibre de Sent Soví a nombroses receptes, dolces o salades. A l'Edat Mitjana no hi havia encara taronges dolces als Països Catalans, i les utilitzades eren les amargues. Aleshores, i fins a l'actualitat en alguns casos, la pell de taronja (al començament, amarga) i la de llimona, s'usaven de vegades indistintament, i d'altres combinades.
Ja des d'aquests primers orígens de la cuina catalana la pell de llimona està sovint referenciada acompanyada d'un producte d'origen àrab i que aleshores ja era molt típic de la cuina àrab i de la jueva, la canyella.

## Tècniques culinàries
Per a utilitzar-la cal primer rentar molt bé la llimona abans de pelar-la. Després es pot pelar, amb un ganivet o amb un economitzador, sempre intentant prendre només la part més exterior de l'escorça, de color groc (l'epicarpi, exocarpi o flavedo), ja que la part interior de la pell, blanca (el mesocarpi o albedo), quan està crua és més aviat insípida però cuita sol donar un gust amarg no desitjat.
La pell de llimona s'utilitza molt sovint en infusió, és a dir posant-la en un líquid calent per a aromatitzar-lo, i després es cola. Aquest és el cas, per exemple, de la crema catalana, el menjar blanc, l'arròs amb llet, la llet merengada, flams, púdings i alguns licors. De vegades es posa en civets i en guisats en cassola de fang, i també es retira abans de servir. En aquests casos és preferible haver tallat la pell en trossos grans, perquè sigui més fàcil extreure-la amb, per exemple, l'ajuda d'una forquilla o d'una cullera.
Altres vegades, la pell es posa simplement en maceració dins d'un líquid fred, com es fa en altres licors i en preparacions senzilles, com la pellofa. Només necessita uns minuts per començar a donar gust al líquid, en especial si aquest té contingut alcohòlic. Per qüestions estètiques, sovint es presenta en begudes que es serveixen a taula, no sola sinó en forma d'una làmina de llimona, com és el cas de l'aigua.
Una altra tècnica molt habitual és la d'utilitzar ratlladures (raspadures) fines, obtingudes amb un ratllador de forat fi, d'aquesta part exterior de la llimona, un cop netejada. Se sol afegir a preparacions de les quals no es vol treure la pela al final, tot i que també es pot filtrar si hom la considera desagradable. El seu gust és més fort que el del suc de llimona, cosa per la qual cal moderar la seva quantitat. S'usa en tota mena de pans de pessic, en pastissos, gelats, melmelades i salses. En aquests casos de vegades es combina amb suc de llimona. De vegades s'utilitza com a decoració per sobre d'una preparació.
Les raspadures de pell de llimona es poden confitar o assecar.

## Perfumeria
La pell de llimona en infusió també s'utilitza per a perfumar preparacions d'higiene o fins i tot com un ingredient més, com ho són moltes espècies i fines herbes, a essències, perfums i aigües de colònia.
De la pell de llimona s'extreu l'oli essencial de llimona, usat a la perfumeria (per l'olor), gastronomia (pel gust), farmàcia (propietats antibacterianes), etc.